# Nicola Rizzoli
Nicola Rizzoli, född 5 oktober 1971 i Mirandola, är en italiensk fotbollsdomare. Rizzoli dömde sin första match i Serie A 2002, och blev internationell Fifa-domare 2007.. Han dömde även VM-finalen 2014 i Brasilien, när Tyskland besegrade Argentina med 1-0 efter förlängning.